# Paraspadella anops
Paraspadella anops är en djurart som tillhör fylumet pilmaskar, och som beskrevs av Bowman och Bieri 1989. Paraspadella anops ingår i släktet Paraspadella och familjen Spadellidae. Inga underarter finns listade i Catalogue of Life.